# Єкта Їлмаз Гюль
Єкта Їлмаз Гюль (тур. Yekta Yılmaz Gül; нар. 1 грудня 1978, Тіреболу, іл Ґіресун) — турецький борець греко-римського стилю, бронзовий призер чемпіонату світу, срібний призер чемпіонату Європи, переможець Кубку світу, дворазовий чемпіон світу серед військовослужбовців, учасник Олімпійських ігор.

## Біографія
Боротьбою почав займатися з 1996 року. Виступав за борцівський клуб «Bueuek Sehir Belediyesi» зі Стамбула.

## Спортивні результати на міжнародних змаганнях

### Виступи на Олімпіадах
| Змагання                    | Збірна    | Вагова категорія                  | Місце |
| --------------------------- | --------- | --------------------------------- | ----- |
| Літні Олімпійські ігри 2004 | Туреччина | греко-римська боротьба, до 120 кг | 13    |

### Виступи на Чемпіонатах світу
| Змагання                        | Збірна    | Вагова категорія                  | Місце  |
| ------------------------------- | --------- | --------------------------------- | ------ |
| Чемпіонат світу з боротьби 2002 | Туреччина | греко-римська боротьба, до 120 кг | 11     |
| Чемпіонат світу з боротьби 2003 | Туреччина | греко-римська боротьба, до 120 кг | 21     |
| Чемпіонат світу з боротьби 2005 | Туреччина | греко-римська боротьба, до 120 кг | Бронза |

### Виступи на Чемпіонатах Європи
| Змагання                         | Збірна    | Вагова категорія                  | Місце  |
| -------------------------------- | --------- | --------------------------------- | ------ |
| Чемпіонат Європи з боротьби 2002 | Туреччина | греко-римська боротьба, до 120 кг | 6      |
| Чемпіонат Європи з боротьби 2004 | Туреччина | греко-римська боротьба, до 120 кг | 11     |
| Чемпіонат Європи з боротьби 2005 | Туреччина | греко-римська боротьба, до 120 кг | Срібло |

### Виступи на Кубках світу
| Змагання                    | Збірна    | Вагова категорія                  | Місце  |
| --------------------------- | --------- | --------------------------------- | ------ |
| Кубок світу з боротьби 2002 | Туреччина | греко-римська боротьба, до 120 кг | Золото |
| Кубок світу з боротьби 2003 | Туреччина | греко-римська боротьба, до 120 кг | 7      |
| Кубок світу з боротьби 2006 | Туреччина | греко-римська боротьба, до 120 кг | 5      |

### Виступи на інших змаганнях
| Змагання                                                        | Збірна    | Вагова категорія                  | Місце  |
| --------------------------------------------------------------- | --------- | --------------------------------- | ------ |
| Середземноморські ігри 2001                                     | Туреччина | греко-римська боротьба, до 130 кг | Золото |
| Чемпіонат світу з боротьби серед військовослужбовців 2003       | Туреччина | греко-римська боротьба, до 120 кг | Золото |
| Олімпійський кваліфікаційний турнір з боротьби 2004 (Новий Сад) | Туреччина | греко-римська боротьба, до 120 кг | Срібло |
| Середземноморські ігри 2005                                     | Туреччина | греко-римська боротьба, до 120 кг | Срібло |
| Чемпіонат світу з боротьби серед студентів 2005                 | Туреччина | греко-римська боротьба, до 120 кг | Срібло |
| Золотий Гран-прі з боротьби 2006                                | Туреччина | греко-римська боротьба, до 120 кг | Бронза |
| Чемпіонат світу з боротьби серед військовослужбовців 2006       | Туреччина | греко-римська боротьба, до 120 кг | Золото |
| Гран-прі Німеччини з боротьби 2007                              | Туреччина | греко-римська боротьба, до 120 кг | Срібло |
| Турнір Дана Колова — Ніколи Петрова 2007                        | Туреччина | греко-римська боротьба, до 120 кг | Бронза |
| Турнір Дана Колова — Ніколи Петрова 2009                        | Туреччина | греко-римська боротьба, до 120 кг | Бронза |
| Золотий Гран-прі з боротьби 2009                                | Туреччина | греко-римська боротьба, до 120 кг | Бронза |
| Турнір Вехбі Емре 2010                                          | Туреччина | греко-римська боротьба, до 120 кг | Бронза |